# Dabulamanzi kaMpande

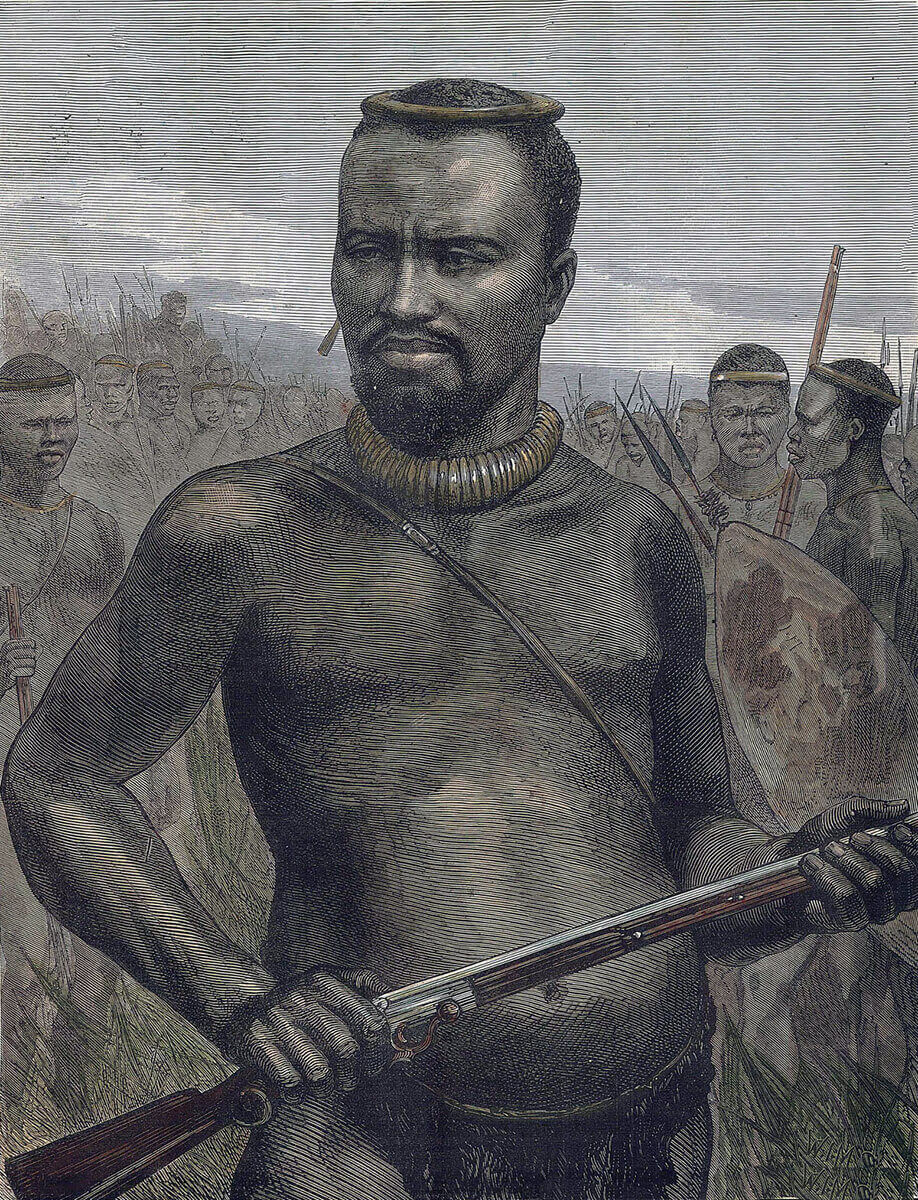
Darstellung von Dabulamanzi kaMpande aus The Illustrated London News

Dabulamanzi kaMpande (* ca. 1839; † 22. September 1886) war ein Zulu-Befehlshaber für das Königreich Zululand im Zulukrieg. Er ist vor allem dafür bekannt, dass er die Zulus in der Schlacht um Rorke’s Drift befehligte.
Nach der Niederlage der Zulus und der Absetzung von Cetshwayo setzte sich Dabulamanzi für die Rückkehr seines Bruders an die Macht ein. Als Cetshwayo 1883 wieder an die Macht kam, kämpfte Dabulamanzi in seinem Namen für die Aufrechterhaltung der Einheit des Zulu-Königreichs. Dabulamanzi bedeutet „derjenige, der das Wasser bezwingt“.

## Familie
Er ist der Sohn von Mpande und ein Halbbruder des Zulu-Königs Cetshwayo.